# Wingfield W. Watson
Wingfield W. Watson (22 de abril de 1828 - 29 de octubre de 1922) fue un líder religioso de la Iglesia de Jesucristo de los Santos de los Últimos Días (Strangita). Era un inmigrante irlandés en los Estados Unidos. Fue bautizado como miembro de la Iglesia de Jesucristo de los Santos de los Últimos Días (Iglesia SUD), pero fue un defensor de la Iglesia Strangita durante toda su vida.

## Primeros años de vida
Wingfield Scott Watson nació el 22 de abril de 1828 en Irlanda. Era hijo de Elizabeth Leviston y Thomas Wingfield. Su padre era aritmético y contable. Watson registró que su padre era un buen flautista y que su madre era una chica de campo. Watson fue uno de sus once hijos. Sus padres eran protestantes.

## San Luis
Watson se mudó a los Estados Unidos en 1848. Recibió dinero de su hermano mayor, Thomas, para hacer el viaje y partió el 16 de febrero de 1848. Viajó de Liverpool a Nueva Orleans, donde aterrizó el 21 de abril de 1848. Luego viajó hasta San Luis. Watson encontró trabajo cortando leña, más tarde trabajó en una fábrica de ladrillos, también trabajó en una mina de carbón. 
En San Luis, Watson oyó hablar de la Iglesia SUD. Leyó un folleto llamado "Guía del río" que hablaba del asesinato del Profeta Joseph Smith y la expulsión de los Santos de los Últimos Días de Nauvoo, Illinois. También leyó el libro de Parley P. Pratt, "Voz de aviso a todas las naciones". Watson se mudó a Clifton en el condado de Grant, Wisconsin, el 20 de junio de 1850. Allí comenzó a trabajar en una mina de plomo. 
Watson se casó con Jane Thompson, a quien conoció mientras trabajaba en la mina. En ese momento, Jane era viuda y tenía un hijo pequeño llamado Robert, a quien Watson adoptó. También leyó el Libro de Mormón y decidió viajar a Salt Lake City, Utah, para unirse a los Santos de los Últimos Días. Regresó a St. Louis y fue bautizado por un misionero mormón llamado William Gibson. Mientras regresaba a Wisconsin, Watson conoció a Samuel Shaw, quien era un anciano de la Iglesia de Jesucristo de los Santos de los Últimos Días (Strangita). Watson acompañó a Shaw a Nauvoo, Illinois. Luego fue con Shaw a la Isla Beaver, ubicada en el Lago Míchigan. Llegaron el 23 de junio de 1852. En lugar de viajar más lejos a Salt Lake, Watson decidió quedarse en la Isla Beaver, en el asentamiento de los strangitas.

## Saliendo de la isla Beaver
Watson siguió a Strang hasta que Strang fue asesinado en la Isla Beaver el 18 de junio de 1856. Esto hizo temer que otros líderes de la iglesia strangita fueran asesinados, por lo que abandonaron la isla. Watson se fue a Chicago, Illinois, en julio de ese año, y la colonia strangita se desintegró. Watson luego se mudó a Livingston, Wisconsin. Después de algún tiempo, sin embargo, se le acercó Lorenzo Dow Hickey, quien era uno de los apóstoles de la iglesia strangita. Hickey convenció a Watson para que se mudara a Black River Falls, Wisconsin, donde vivían varios de los residentes de la Isla Beaver. Seis años después, Hickey convenció a Watson para que se mudara de nuevo, pero esta vez a Boyne City, Míchigan. Allí Watson se convirtió en un líder de los strangitas, publicó folletos y predicó a la gente, escribió cartas desde 1862 hasta 1883, para afirmar la autoridad de Strang. Watson vivió en Míchigan hasta 1891.

## Contribuciones a la fe strangita
Los strangitas creían que James Strang era el legítimo sucesor de Joseph Smith. El grupo se formó después de la muerte de Smith y está separado de la Iglesia SUD, que enseña que Brigham Young fue el sucesor de Smith. 
Watson contribuyó a la iglesia strangita durante setenta y dos años. Publicó trece folletos relacionados con la iglesia. Incluyeron "La controversia profética, una carta de James J. Strang a la Sra. Corey" y "La necesidad del bautismo y de tener autoridad de Dios para predicar el Evangelio". Más tarde debatió con Willard Blair de la Iglesia Reorganizada de Jesucristo de los Santos de los Últimos Días del 22 al 26 de octubre de 1891. Este debate se publicó como "El debate de Watson Blair que tuvo lugar en East Jorday, Míchigan, comenzando el 22 de octubre y finalizando  26 de octubre de 1891". También convirtió a Edward T. Couch a la fe strangita. Couch publicó más tarde otros panfletos defendiendo la religión strangita. En 1891, Watson también se fue a vivir a Spring Prairie (Wisconsin). El 11 de junio de 1897, se convirtió en el Sumo Sacerdote y Presidente de la iglesia strangita, que estaba dirigida por Hickey.

## Vida posterior
En 1907, Watson se mudó a Voree, Wisconsin. Los strangitas creían que esta área había sido santificada por Dios como lugar de asentamiento de los Santos de los Últimos Días, su esposa Jane, murió en 1908. Watson murió el 29 de octubre de 1922.